# State libere și state sclavagiste

O animație care arată evoluția statelor și teritoriilor SUA în raport cu sclavia, între 1789–1861 (vezi și hărțile anuale separate de mai jos). Războiul Civil American a izbucnit în 1861. Al 13-lea amendament, în vigoare din decembrie 1865, a abolit sclavia în SUA.

În Statele Unite înainte de 1865, un stat sclavagist era un stat în care sclavia și comerțul intern cu sclavi erau legale, în timp ce un stat liber era unul în care nu erau. Între 1812 și 1850, clasa politică a statelor sclavagiste s-a ghidat după imperativul ca numărul statelor libere să nu depășească numărul statelor sclavagiste, astfel încât noile state au fost admise în perechi stat liber-stat sclavagist. Au existat, totuși, câțiva sclavi în majoritatea statelor libere la recensământul din 1840, iar Legea Sclavilor Fugari din 1850 stipula explicit că un sclav nu devenea om liber doar prin intrarea într-un stat liber.
Deși băștinașii americani practicau și ei sclavia la scară mică, sclavia în ceea ce avea să devină Statele Unite a fost stabilită ca parte a colonizării europene. Până în secolul al XVIII-lea, sclavia era legală în toate cele treisprezece colonii, după care unele colonii rebele au început să desființeze practica în timpul Revoluției Americane. Pennsylvania a abolit sclavia în 1780, iar aproximativ jumătate din state au abolit sclavia până la sfârșitul Războiului de Independență sau în primele decenii de independență, deși acest lucru nu însemna de obicei că sclavii existenți deveneau imediat liberi. Deși nu este una dintre cele treisprezece colonii, Vermont și-a declarat independența față de Marea Britanie în 1777 și, în același timp, a limitat sclavia, înainte de a fi admis ca stat în 1791.
În Statele Unite, sclavia a produs o puternică divizare a societății. A fost o problemă majoră în timpul redactării Constituției SUA în 1787 și a fost cauza principală a Războiului Civil American în 1861. Imediat înainte de Războiul Civil, existau 19 state libere și 15 state sclavagiste. În timpul războiului, sclavia a fost abolită în unele dintre aceste jurisdicții, iar al treisprezecelea amendament la Constituția Statelor Unite, ratificat în decembrie 1865, a abolit în cele din urmă sclavia în toată federația.
 

## Începuturi

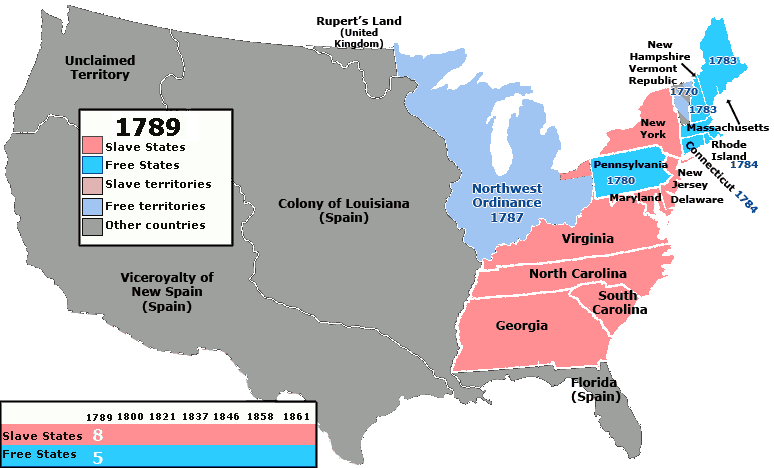
În timpul Revoluției Americane (1775–1783), unele dintre cele 13 colonii britanice care doreau independența pentru a deveni state au început să desființeze sclavia. Constituția SUA, ratificată în 1789, a lăsat problema în mâinile fiecărui stat.

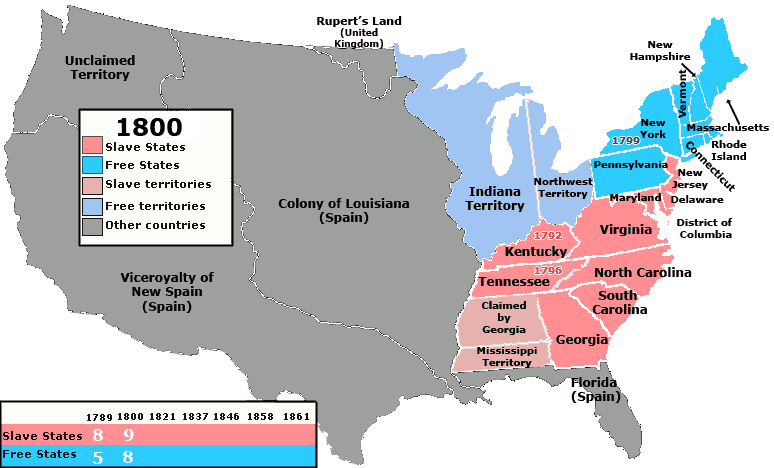
În primii ani ai noilor State Unite, a devenit evidentă o divizare nord/sud

Sclavia a apărut ca instituție legală în fiecare dintre cele treisprezece colonii, începând cu 1619, odată cu sosirea celor „douăzeci și ceva” de sclavi africani în Virginia. Și unii oameni aparținând popoarelor indigene au fost  vânduți ca sclavi, dar marea majoritate a populației înrobite era formată din africani aduși în Americi prin comerțul cu sclavi din Atlantic. Datorită unei prevalențe mai scăzute a bolilor tropicale⁠(d) și a unui tratament puțin mai uman, populația de sclavi din colonii avea o speranță de viață mai mare decât în Indiile Occidentale și în America de Sud, ceea ce a dus la o creștere rapidă a populației în deceniile anterioare Revoluției Americane. Mișcările politice și sociale organizate pentru a pune capăt sclaviei⁠(d) au început la mijlocul secolului al XVIII-lea. Sentimentele Revoluției Americane și promisiunea de egalitate evocată de Declarația de Independență contrastau izbitor cu statutul majorității negrilor, fie liberi, fie sclavi, din colonii. În ciuda acestui fapt, mii de americani de culoare au luptat⁠(d) pentru cauza Patrioților⁠(d) dintr-o combinație de motive. Mii de oameni au luptat și de partea britanicilor⁠(d), încurajați de oferte de libertate cum a fost Proclamația de la Philipsburg.
În anii 1770, sclavii negri din toată Noua Anglie au început să trimită petiții către legislativele⁠(d) din nord, cerându-și libertatea. Cinci dintre statele nordice autoproclamate au adoptat politici pentru a aboli cel puțin treptat sclavia: Pennsylvania în 1780, New Hampshire și Massachusetts în 1783 și Connecticut și Rhode Island în 1784. Republica Vermont a permis limitat sclavia în 1777, pe când era încă un stat independent, înainte de a se alătura Statelor Unite ca al 14-lea stat în 1791. Aceste jurisdicții de stat au adoptat astfel primele legi de abolire din Lumea Atlanticului⁠(d). Până în 1804 — inclusiv New York (1799) și New Jersey (1804) — toate statele din Nord au abolit sclavia sau au stabilit măsuri pentru a o aboli treptat, deși mai existau sute de foști sclavi care lucrau fără a fi plătiți, ca slujitori îndatorați în statele nordice, până la recensământul din 1840.
În Sud, Kentucky a apărut ca stat sclavagist prin separarea de Virginia (1792), iar Tennessee a fost creat tot ca stat sclavagist prin separarea de Carolina de Nord (1796). Până în 1804, înainte de crearea de noi state pe teritoriile federale din vest, numărul statelor sclavagiste și libere era de 8 fiecare. Până la momentul Compromisului Missouri din 1820, linia de despărțire dintre statele sclavagiste și cele libere era numită linia Mason-Dixon (între Maryland și Pennsylvania), extinderea ei spre vest fiind râul Ohio.
Convenția Constituțională⁠(d) din 1787 a dezbătut subiectul sclaviei și, pentru o vreme, sclavia a fost un impediment major în calea adoptării noii constituții. Ca un compromis, sclavia a fost recunoscută, dar niciodată menționată explicit în Constituție. Clauza sclavilor fugari⁠(d), articolul IV, secțiunea 2, clauza 3, de exemplu, se referă la o „persoană deținută pentru serviciu sau muncă”. În plus, articolul 1, secțiunea 9, clauza 1 din Constituție interzicea Congresului să desființeze importul de sclavi, dar, printr-un compromis, interdicția putea fi ridicată de Congres în termen de douăzeci de ani, iar sclavii erau denumiți „persoane”. Legea care interzice importul de sclavi⁠(d) a fost adoptată cu ușurință în 1807, și a intrat în vigoare în 1808. Cu toate acestea, interzicerea importului a stimulat o expansiune a comerțului intern cu sclavi, care a rămas legal până când sclavia a fost interzisă complet în 1865 prin al 13-lea amendament.

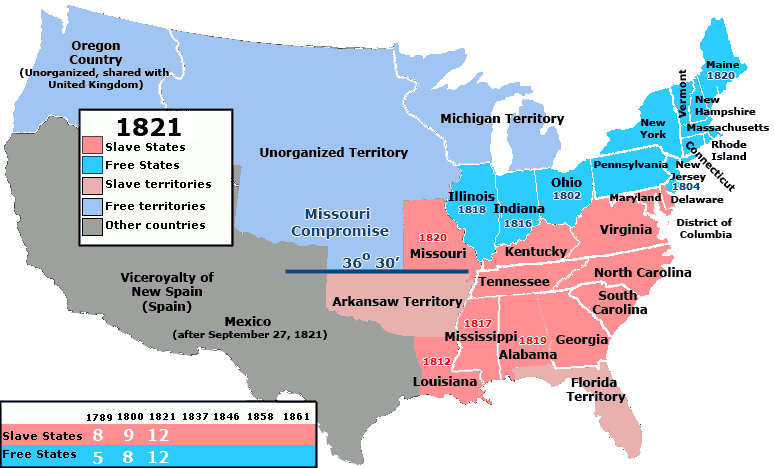
Compromisul Missouri din 1820, prin care s-a acceptat admiterea statului Missouri (stat sclavist) cu înființarea statului Maine (stat liber), a tras o linie care se extinde spre vest de la granița de sud a statului Missouri, care avea scopul de a împărți orice teritoriu nou în sclavagist (la sud de linie) și liber (la nord de linie).

La sfârșitul anilor 1850, mai multe state din Sud au declanșat o campanie în favoarea reluării comerțului internațional cu sclavi, pentru a-și repopula populațiile de sclavi, dar aceasta a întâmpinat o opoziție puternică și nu a avut succes. Cu toate acestea, a existat o creștere naturală mare a populației de sclavi la sfârșitul secolului al XVIII-lea și al XIX-lea, în timp a continuat și contrabanda ilegală de sclavi africani prin Cuba spaniolă.
Unul dintre celelalte compromisuri ale Constituției a fost crearea clauzei celor trei cincimi⁠(d) prin care statele sclavagiste dobândeau o reprezentare sporită în Camera Reprezentanților și în Colegiul Electoral, echivalentă cu 60% din populațiile lor de sclavi lipsiți de drepturi⁠(d). Statele sclavagiste doreau ca toți sclavii lor să fie numărați, în timp ce statele nordice susțineau că niciunul nu ar trebui să fie numărat.

## Noile teritorii
Ordonanța Nord-Vestului⁠(d) din 1787, adoptată chiar înainte de ratificarea Constituției SUA, interzicea sclavia în Teritoriul Federal de Nord-Vest. Limita de sud a teritoriului era râul Ohio, care era considerat o extensie spre vest a liniei Mason-Dixon. Teritoriul era în general colonizat cu locuitori din Noua Anglie și veterani ai Războiul de Independență care au primit pământ acolo.  Cele 6 state create pe acel teritoriu au devenit toate state libere: Ohio (1803), Indiana (1816), Illinois (1818), Michigan (1837), Wisconsin (1848) și Minnesota (1858).

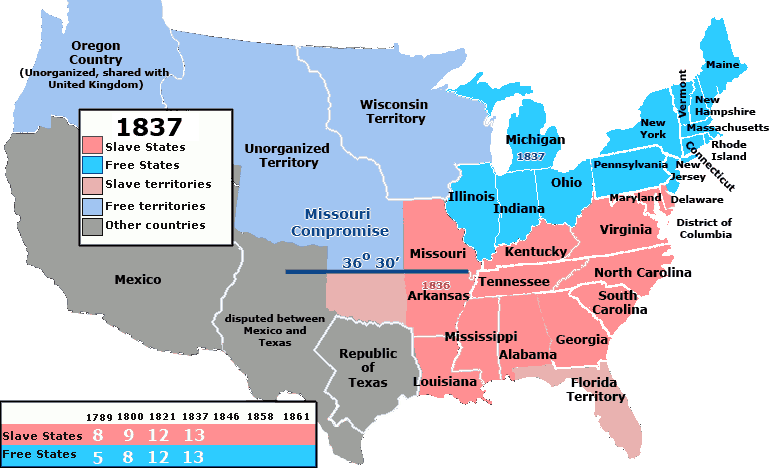
Odată cu organizarea statului Arkansas în 1836, numărul statelor sclavagiste a crescut la 13, dar statalitatea Michiganului în 1837 a menținut echilibrul între statele sclavagiste și cele libere.

Până în 1815, impulsul reformei antisclavagiste, stat cu stat, părea să se epuizeze, întrucât jumătate dintre state abolind deja sclavia (Nord-Estul⁠(d)), o interziseseră de la început (Vestul Mijlociu) sau s-au angajat să elimine sclavia, iar jumătate s-au angajat să continue instituția pe termen nelimitat (Sudul).

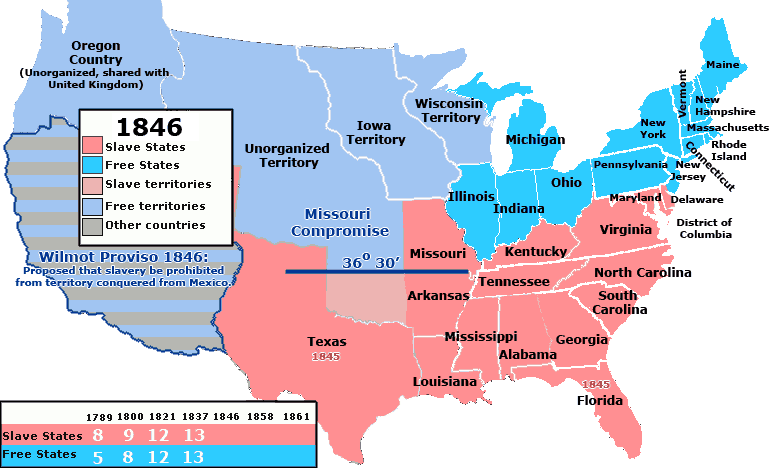
Până în 1845, cu Texas și Florida în Uniune ca state sclavagiste, statele sclavagiste au depășit din nou numeric statele libere timp de un an, până când Iowa a fost admis ca stat liber în 1846.

Potențialul de conflict politic legat de sclavie la nivel federal i-a făcut pe politicieni să se preocupe de echilibrul de putere din Senat, unde fiecare stat era reprezentat de doi senatori. Cu un număr egal de state sclavagiste și state libere, Senatul era împărțit în mod egal pe probleme importante pentru Sud. Pe măsură ce populația statelor libere începea să depășească populația statelor sclavagiste, ceea ce a făcut ca statele libere să domine Camera Reprezentanților, Senatul a devenit preocuparea principală a politicienilor din statele sclavagiste, interesați să mențină posibilitatea de veto în cadrul Congresului asupra politicii federale în ceea ce privește sclavia și la alte probleme importante pentru Sud. Ca urmare a acestei preocupări, statele sclavagiste și statele libere au fost adesea admise în Uniune în perechi opuse pentru a menține echilibrul existent în Senat între statele sclavagiste și cele libere.

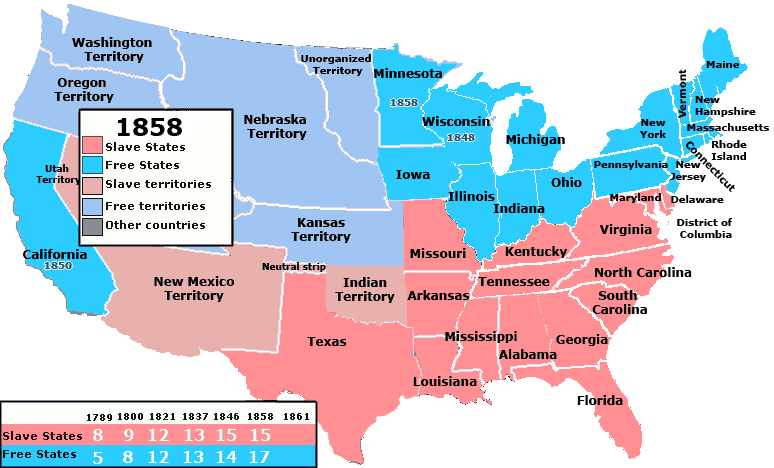
În 1858, 17 state libere, printre care California (1850) și Minnesota (1858), depășeau numeric cele 15 state sclavagiste.

### Compromisul Missouri
Controversele legate de admiterea statului Missouri ca stat sclavagist au dus la Compromisul Missouri din 1821, care specifica că teritoriul dobândit prin Cumpărarea Louisianei la nord de paralela de 36°30', care descria cea mai mare parte a graniței de sud a statului Missouri, va fi organizat ca state libere, iar teritoriul de la sud de această linie ar fi rezervat organizării ca state sclavagiste. Ca parte a compromisului, admiterea statului Maine (19 august 1821) ca stat liber a fost permisă prin compromisul ce a permis statului Missouri să se alăture uniunii ca stat sclavagist în același timp.

### Texas și Cesiunea Mexicană
Admiterea Texasului (1845) și dobândirea vastelor noi teritorii ale cesiunii mexicane⁠(d) (1848), după Războiul Mexicano-American, au creat un nou conflict între nord și sud. Deși porțiunea colonizată din Texas era o zonă bogată în plantații de bumbac⁠(d) și dependentă de munca sclavilor, teritoriul dobândit în Vestul Montan⁠(d) nu părea ospitalier nici pentru bumbac, nici pentru sclavie.
Ca parte a Compromisului din 1850, California a fost admisă ca stat liber fără un stat sclavagist-pereche; Admiterea Californiei a însemnat și că nu avea să existe vreun stat sclavist pe coasta Pacificului. Pentru a evita crearea unei majorități de state libere în Senat, California a acceptat să trimită un senator pro-sclavie și unul anti-sclavie la Congres.

### Ultimele bătălii
Dificultatea de a identifica un teritoriu care să poată fi organizat în state sclavagiste suplimentare a blocat procesul de deschidere spre colonizare a teritoriilor din vest, în timp ce politicienii statelor sclavagiste căutau o soluție, făcându-se eforturi pentru a dobândi Cuba (vezi: Expediția Lopez⁠(d) și Manifestul Ostend⁠(d), 1852), și să anexeze Nicaragua (vezi: Afacerea Walker⁠(d), 1856–57), cu scopul de a le transforma în state sclavagiste. S-au emis pretenții și față de părți din nordul Mexicului⁠(d), senatorul Albert Brown⁠(d) declarând „Vreau Tamaulipas, Potosi și încă unul sau două state mexicane; și le vreau pe toate din același motiv – pentru plantație și răspândirea sclaviei”.

### Kansas
În 1854, Compromisul Missouri din 1820 a fost înlocuit cu Legea Kansas-Nebraska, care le permitea coloniștilor bărbați albi din noile teritorii să determine, prin vot (suveranitatea populară⁠(d)), dacă vor permite sclavia în teritoriile lor. Rezultatul a fost că elemente pro și anti-sclavie au venit în masă în Kansas cu scopul de a vota în favoarea sau împotriva sclaviei, ceea ce a dus la lupte sângeroase. S-a inițiat un efort de a organiza Kansasul pentru admiterea ca stat sclavagist, în pereche cu Minnesota, dar admiterea Kansasului ca stat sclavagist a fost blocată deoarece proiectul său de constituție pro-sclavie (Constituția de la Lecompton⁠(d)) nu a fost aprobat printr-un scrutin corect. Militanții anti-sclavie din timpul perioadei „Bleeding Kansas” de la sfârșitul anilor 1850 au fost numiți Free-Staters și Free-Soilers și au luptat împotriva cetelor de Border Ruffians⁠(d) pro-sclavie care treceau granița statului dinspre Missouri. Animozitățile au escaladat de-a lungul anilor 1850, culminând cu numeroase lupte și devastări de ambele tabere. Cu toate acestea, nordul a împiedicat teritoriul Kansas să devină stat sclavagist, iar când sudiștii din Congres au plecat în masă la începutul anului 1861, Kansasul a fost imediat admis în Uniune ca stat liber.
Când admiterea Minnesotei a continuat fără piedici în 1858, echilibrul din Senat a luat sfârșit; dezechilibrul a fost exacerbat apoi prin admiterea Oregonului ca stat liber în 1859.

### Perechi stat sclavagist-stat liber
Până la 1812, preocuparea cu privire la echilibrul între statele sclavagiste și statele libere nu a primit atenție deosebită. Tabelul de mai jos arată statele sclavagiste și libere de la 1812. Coloana anului este anul în care statul a ratificat Constituția SUA sau a fost admis în Uniune:
| State sclavagiste | An   | State libere                        | An   |
| ----------------- | ---- | ----------------------------------- | ---- |
| Delaware          | 1787 | New Jersey(Sclavagist până în 1804) | 1787 |
| Georgia           | 1788 | Pennsylvania                        | 1787 |
| Maryland          | 1788 | Connecticut                         | 1788 |
| Carolina de Sud   | 1788 | Massachusetts                       | 1788 |
| Virginia          | 1788 | New Hampshire                       | 1788 |
| Carolina de Nord  | 1789 | New York (Sclavagist până în 1799)  | 1788 |
| Kentucky          | 1792 | Rhode Island                        | 1790 |
| Tennessee         | 1796 | Vermont                             | 1791 |
| Louisiana         | 1812 | Ohio                                | 1803 |

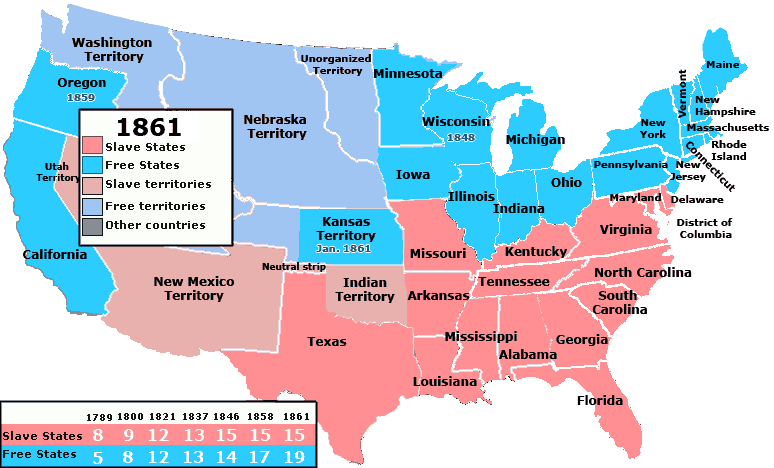
Până în ajunul Războiului Civil la mijlocul anului 1861, odată cu adăugarea Oregonului (1859) și Kansasului (1861), numărul statelor libere creștea la 19, în timp ce numărul statelor sclavagiste rămânea la 15.

Din 1812 până în 1850, menținerea echilibrului dintre voturile statelor libere și sclavagiste în Senat a fost considerată a fi de o importanță capitală pentru conservarea Uniunii, iar statele erau de obicei admise în perechi:
| State sclavagiste | An   | State libere | An   |
| ----------------- | ---- | ------------ | ---- |
| Mississippi       | 1817 | Indiana      | 1816 |
| Alabama           | 1819 | Illinois     | 1818 |
| Missouri          | 1821 | Maine        | 1820 |
| Arkansas          | 1836 | Michigan     | 1837 |
| Florida           | 1845 | Iowa         | 1846 |
| Texas             | 1845 | Wisconsin    | 1848 |

Echilibrul a fost menținut până în 1850, după care nu au mai putut fi admise state sclavagiste în Uniune:
| State sclavagiste | An | State libere | An   |
| ----------------- | -- | ------------ | ---- |
|                   |    | California   | 1850 |
|                   |    | Minnesota    | 1858 |
|                   |    | Oregon       | 1859 |
|                   |    | Kansas       | 1861 |

### Războiul Civil

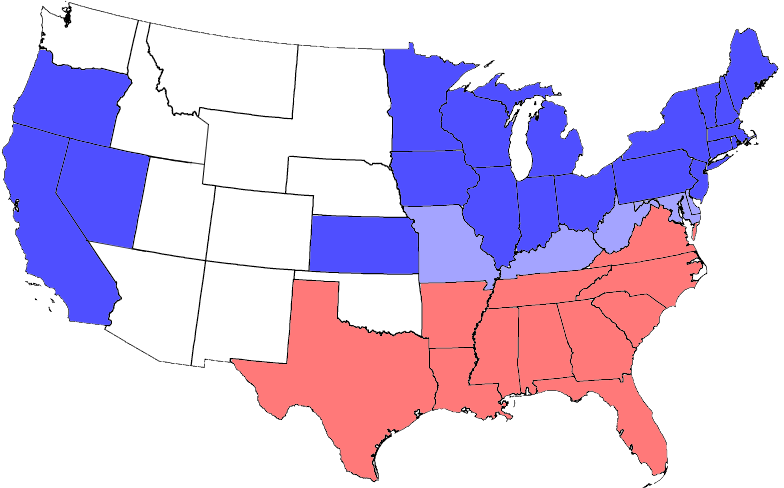
Împărțirea statelor în timpul Războiului Civil. Albastrul reprezintă statele Uniunii, inclusiv pe cele admise în timpul războiului; albastrul deschis reprezintă statele de graniță; roșul reprezintă statele Confederate. Zonele necolorate nu erau state înaintea sau în timpul Războiului Civil.

Războiul Civil American (1861–1865) a perturbat sclavia și în cele din urmă i-a pus capăt. Unsprezece state sclavagiste s-au alăturat Confederației, în timp ce statele de graniță⁠(d) Delaware, Maryland, Kentucky și Missouri au rămas în Uniune, în ciuda prezenței sclaviei în granițele lor. În 1863, comitatele din vestul Virginiei, teritoriu din care o mare parte rămăsese loială Uniunii, a fost admisă ca noul stat al Virginiei de Vest, cu angajamentul emancipării treptate. În anul următor, Nevada, un stat liber din Vest, a fost admis și el.
| Stat sclavagist                               | An   | Stat liber | An   |
| --------------------------------------------- | ---- | ---------- | ---- |
| Virginia de Vest (plan de eliminare treptată) | 1863 | Nevada     | 1864 |

## Cazuri speciale

### Virginia de Vest
În timpul Războiului Civil, un guvern unionist⁠(d) din Wheeling, Virginia⁠(d), a prezentat Congresului un proiect de lege privind statutul de stat pentru a crea un nou stat din 48 de comitate din vestul Virginiei. Noul stat avea să includă în cele din urmă 50 de comitate. Problema sclaviei în noul stat a întârziat aprobarea proiectului de lege. În Senat, Charles Sumner a obiectat la admiterea unui nou stat sclavagist, în timp ce Benjamin Wade⁠(d) era dispus să o accepte cu condiția includerii unei clauze de emancipare treptată în noua constituție a statului. Doi senatori au reprezentat guvernul unionist din Virginia, John S. Carlile⁠(d) și Waitman T. Willey⁠(d). Senatorul Carlile a obiectat că Congresul nu are dreptul să impună Virginiei de Vest emanciparea, în timp ce Willey a propus un amendament de compromis la constituția statului pentru abolirea treptată. Sumner a încercat să adauge propriul său amendament la proiectul de lege, dar a fost respins la vot, iar proiectul de lege privind statutul de stat a fost adoptat de ambele camere ale Congresului, cu adăugirea a ceea ce a devenit cunoscut sub numele de Amendamentul Willey. Președintele Lincoln a promulgat proiectul de lege la 31 decembrie 1862. Alegătorii din vestul Virginiei au aprobat Amendamentul Willey la 26 martie 1863.
Președintele Lincoln a emis Proclamația de Emancipare la 1 ianuarie 1863, prin care scutea de la emancipare statele de graniță⁠(d) (patru state sclavagiste loiale Uniunii), precum și unele teritorii ocupate de forțele Uniunii în cadrul statelor Confederate. Două comitate suplimentare au fost adăugate la Virginia de Vest la sfârșitul anului 1863, Berkeley și Jefferson. Sclavii din Berkeley erau și ei excluși, dar nu și cei din comitatul Jefferson. La recensământul din 1860, cele 49 de comitate excluse de la emancipare dețineau aproximativ 6000 de sclavi cu vârsta de peste 21 de ani care nu ar fi fost emancipați, aproximativ 40% din totalul populației de sclavi. Condițiile amendamentului Willey au eliberat doar copiii, la naștere sau la vârsta majoratului, și au interzis importul de sclavi.
     Ordonanța Nord-Vestului⁠(d) (sclavia exclusă), 1787
     Emancipare treptată în New York (începută în 1799, terminată în 1827) și New Jersey (începută în 1804, terminată cu al Treisprezecelea Amendament, 1865)
     Compromisul Missouri, 1821
     Abolirea efectivă a sclaviei prin autoritate mexicană sau anglo-americană
     Excluderea sclaviei prin acțiunea Congresului, 1861 
     Abolirea sclaviei prin acțiunea Congresului, 1862
     Proclamația de Emancipare la data emiterii, 1 ianuarie 1863
     Operaționalizări ulterioare ale Proclamației de Emancipare în 1863
     Abolirea sclaviei prin acțiunea statelor în timpul Războiului Civil
     Operaționalizarea Proclamației de Emancipare în 1864
     Operaționalizarea Proclamației de Emancipare în 1865
     Al XIII-lea Amendament la Constituția SUA, 18 decembrie 1865
     Teritorii încorporate SUA după adoptarea celui de al XIII-lea Amendament

Abolirea sclaviei în diferitele state ale SUA de-a lungul timpului:
(sclavia exclusă), 1787
Emancipare treptată în New York (începută în 1799, terminată în 1827) și New Jersey (începută în 1804, terminată cu al Treisprezecelea Amendament, 1865)
Compromisul Missouri, 1821
Abolirea efectivă a sclaviei prin autoritate mexicană sau anglo-americană
Excluderea sclaviei prin acțiunea Congresului, 1861
Abolirea sclaviei prin acțiunea Congresului, 1862
Proclamația de Emancipare la data emiterii,
Operaționalizări ulterioare ale Proclamației de Emancipare în 1863
Abolirea sclaviei prin acțiunea statelor în timpul Războiului Civil
Operaționalizarea Proclamației de Emancipare în 1864
Operaționalizarea Proclamației de Emancipare în 1865
Al XIII-lea Amendament la Constituția SUA,
Teritorii încorporate SUA după adoptarea celui de al XIII-lea Amendament

Virginia de Vest a devenit al 35-lea stat la 20 iunie 1863 și ultimul stat sclavagist admis în Uniune. Optsprezece luni mai târziu, legislativul Virginiei de Vest a abolit complet sclavia și a ratificat și al 13-lea amendament la 3 februarie 1865.

### Washington, D.C.
În Districtul Columbia⁠(d), format cu teritorii luate de la două state sclavagiste, Maryland și Virginia, comerțul a fost abolit prin Compromisul din 1850. Pentru a evita pierderea afacerilor profitabile de comerț cu sclavi din Alexandria (cum era cazul firmei Franklin and Armfield⁠(d) ), comitatul Alexandria, DC, a cerut ca acesta să revină la statul Virginia, unde comerțul cu sclavi era legal; aceasta s-a întâmplat în 1847. Sclavia din Districtul Columbia a rămas legală până în 1862, când retragerea tuturor congressmanilor sudici a permis celor rămași să adopte interdicția, pentru care aboliționiștii⁠(d) militaseră de zeci de ani. 

### Teritoriul Utah
Deși nu a devenit stat până în 1896, ca teritoriu organizat, Utah a legalizat sclavia în conformitate cu legea teritorială din 1852 în legătură cu serviciul și legea similară pentru ajutorul sclavilor și prizonierilor indieni.
Brigham Young⁠(d) și grupul său de pionieri mormoni au ajuns în Utah în 1847, în timpul Războiului Mexicano-American, când teritoriul Utah era teritoriu mexican. Ei au ignorat interdicția mexicană asupra sclaviei. Ei considerau sclavia ca fiind în concordanță cu viziunea mormonă despre negri.
La 19 iunie 1862, îndeplinind o parte din platforma sa de campanie din 1860, președintele Lincoln a promulgat legea care punea capăt sclaviei în teritoriul Utah și în toate celelalte teritorii.

## Sfârșitul sclaviei
La începutul Războiului Civil, în Statele Unite existau 34 de state, dintre care 15 state sclavagiste. Unsprezece dintre aceste state sclavagiste au emis, după convenții dedicate acestui subiect, declarații de secesiune față de Statele Unite, au creat Statele Confederate ale Americii și au fost reprezentate în Congresul Confederat⁠(d). Statele sclavagiste care au rămas în Uniune — Maryland, Missouri, Delaware și Kentucky (numite state de graniță) — și-au păstrat reprezentanții în Congresul SUA. În momentul în care a fost emisă Proclamația de Emancipare în 1863, Tennessee era deja sub controlul Uniunii. În consecință, Proclamația s-a aplicat numai în cele 10 state confederate rămase. În timpul războiului, abolirea sclaviei a fost cerută de președintele Abraham Lincoln drept condiție pentru readmiterea statelor Confederate.
După plecarea puternicului contingent sudist în 1861, Congresul SUA a devenit predominant aboliționist: într-un plan susținut de Abraham Lincoln, sclavia din Districtul Columbia, pe care contingentul sudist îl protejase, a fost abolită în 1862.
În statele din Sud, eliminarea legală a sclaviei s-a făcut sub controlul Uniunii. Proclamația de emancipare i-a declarat liberi pe toți sclavii din zonele aflate pe atunci sub controlul Confederației, dar, în practică, pentru a fi puși în fapt în libertate, sclavii trebuia să ajungă la liniile Uniunii, sau  forțele Uniunii să ajungă în zona lor. Pe măsură ce forțele Uniunii au avansat de la 1 ianuarie 1863 până 19 iunie 1865⁠(d), sclavii au fost eliberați.
Virginia de Vest nu a abolit sclavia în prima sa constituție propusă din 1861, deși a interzis importul de sclavi. În 1863, alegătorii au aprobat amendamentul Willey, care prevedea abolirea treptată a sclaviei, ultimii sclavi fiind programați să fie eliberați în 1884. La 3 februarie 1865, legislativul statului a aprobat desființarea imediată.
Guvernul restaurat din Virginia — guvernul unionist care a guvernat teritoriul limitat aflat pe atunci sub controlul Uniunii și care nu se separase de statul Virginia pentru a forma Virginia de Vest — a votat pentru a pune capăt sclaviei într-o convenție constituțională ținută pe 10 martie 1864. Arkansas, din care o parte a intrat sub controlul Uniunii înainte de 1864, a adoptat o constituție anti-sclavie la 16 martie 1864. Louisiana — din care o mare parte fusese sub controlul Uniunii din 1862 — a abolit sclavia printr-o nouă constituție de stat aprobată de alegători la 5 septembrie 1864. Statele de frontieră Maryland (1 noiembrie 1864) și Missouri (11 ianuarie 1865) au abolit sclavia înainte de sfârșitul războiului. Statul Tennessee ocupat de Uniune a abolit sclavia prin vot popular asupra unui amendament constituțional care a intrat în vigoare la 22 februarie 1865.
Sclavia a persistat însă în mod legal în Delaware, Kentucky și (într-o măsură foarte limitată) New Jersey până când al treisprezecelea amendament la Constituția Statelor Unite a abolit sclavia în toată Statele Unite la 18 decembrie 1865, punând capăt distincției dintre statele sclavagiste și cele libere.